# Valeri Valynin
Valeri Valynin, nacido el 10 de diciembre de 1986 en Krasnodar, es un ciclista ruso que milita actualmente en el conjunto RusVelo.

## Biografía
Se inició en la pista donde consiguió grandes resultados como sub-23, como por ejemplo demuestra su victoria en el Campeonato de Europa de persecución por equipos en 2005 en esta categoría.

## Palmarés
2007
- 1 etapa de los Cinco Anillos de Moscú